# Saint-Côme-du-Mont
Saint-Côme-du-Mont är en kommun i departementet Manche i regionen Normandie i norra Frankrike. Kommunen ligger i kantonen Carentan som tillhör arrondissementet Saint-Lô. År 2018 hade Saint-Côme-du-Mont 501 invånare.

## Befolkningsutveckling
Antalet invånare i kommunen Saint-Côme-du-Mont
| Referens: INSEE |